# Ferdinand Varnbüler von und zu Hemmingen
Ferdinand Friedrich Gottlob Freiherr Varnbüler von und zu Hemmingen (* 5. Dezember 1774 in Ludwigsburg; † 28. September 1830 ebenda) war Generalquartiermeister des Königreichs Württemberg.

## Abstammung
Die württembergische Familie Varnbüler stammt vom Diplomaten Johann Konrad Varnbüler (1595–1657) ab. Ferdinand Varnbüler war der Sohn von Karl Friedrich Gottlob Freiherr Varnbüler von und zu Hemmingen (1746–1818), der zuletzt königlich-württembergischer Generalleutnant war. Varnbülers Mutter hieß Karoline Elisabeth Ernestine  und war eine geborene von Reischach (1746–1789). Varnbüler hatte einen jüngeren Bruder Karl Eberhard Friedrich, der Finanzminister des Königreichs Württemberg war.

## Leben
Ferdinand Varnbüler genoss in seinem Elternhaus bis 1789 Privatunterricht, ehe er zusammen mit seinem jüngeren Bruder von 1789 bis 1792 an der Hohen Karlsschule ausgebildet wurde. Im August 1792 wurde er Unterleutnant in der Württembergischen Armee. 1797 wurde er Hauptmann im Quartiermeisterstab, 1801 Major, 1803 Oberstleutnant, 1804 Oberst und Generalquartiermeisterleutnant. 1805 wurde er zum Generalstabschef des württembergischen Truppenkorps ernannt. Nach einem Streit mit König Friedrich nahm er 1806 seinen Abschied und versuchte sich in der Landwirtschaft. Damit hatte er allerdings keinen großen Erfolg. Von 1813 bis 1815 diente er als Oberst im österreichischen Generalstab. Als ihm König Friedrich 1815 die Rückkehr in württembergische Dienste anbot, willigte er ein. Ferdinand Varnbüler wurde daraufhin zum Königlich württembergischen Generaladjudanten und Generalmajor ernannt. Mit Kronprinz Wilhelm nahm er am Feldzug jenes Jahres im Elsass teil. Am 16. November 1815 erfolgte seine Ernennung zum Generalquartiermeister. Mehrmals wurde er in diplomatischen Missionen eingesetzt, unter anderem nahm er an den Verhandlungen der Bundesmilitärkommission in Frankfurt teil. In Ludwigsburg gründete er die Offiziersbildungsanstalt die am 1. Oktober 1820 eröffnet wurde. 1824 wurde er zum Generalleutnant befördert.

## Politik
1820 wurde Ferdinand Varnbüler von und zu Hemmingen zum lebenslangen Mitglied der Ersten Kammer (Kammer der Standesherren) des Württembergischen Landtags ernannt.

## Ehrungen
- 1800 Ritterkreuz des Württembergischen Militärverdienstordens
- 1815 Kommandeurkreuz des Württembergischen Militärverdienstordens
- 1815 Großkreuz des Civil-Verdienstordens
- 1815 Ritterkreuz 3. Klasse des Kaiserlich Russischen Wladimir-Ordens
- 1815 Kommandeur des Kaiserlich Österreichischen Leopolds-Ordens
- 1815 Österreichisches Zivil-Ehrenzeichen für 1814